# Agylla umbrifera
Agylla umbrifera là một loài bướm đêm thuộc phân họ Arctiinae, họ Erebidae.